# Daj mi
Daj mi è un singolo della cantante bulgara Galena, pubblicato il 5 giugno 2013. 